# Hans Otto (Organist)

Hans Otto am Orgelpositiv der Grube „Alte Elisabeth“ in Freiberg

Grabstätte auf dem Donatsfriedhof Freiberg

Hans Otto (* 29. September 1922 in Leipzig; † 28. Oktober 1996 in Freiberg in Sachsen) war ein deutscher Organist, Cembalist und Kantor.

## Leben
Hans Otto war Mitglied des Thomanerchors Leipzig. Nach dem Abitur an der Thomasschule studierte er von 1945 bis 1948 bei Karl Straube am Kirchenmusikalischen Institut der Leipziger Musikhochschule.
Nach einer kurzen Tätigkeit an der Leipziger Emmauskirche ging er 1948 als Kantor und Organist an die Heilig-Geist-Kirche nach Dresden. Neben dieser Tätigkeit war Hans Otto von 1949 bis 1968 Dozent für künstlerisches Orgelspiel an der dortigen Kirchenmusikschule. 1968 wurde er Kirchenmusikdirektor und Domorganist in Freiberg, 1984 Organist an der Konzerthalle in Magdeburg, 1992 ging er offiziell in den Ruhestand.
Otto war ein sehr vielseitiger Kirchenmusiker, vor allem die Einspielung von „Bachs Orgelwerken auf Silbermannorgeln“ machte ihn sehr bekannt. Neben seinem Orgelspiel war er auch viel als Chordirigent tätig. Besondere Erwähnung verdient auch seine langjährige Zusammenarbeit mit dem Dresdner Kreuzchor unter Rudolf Mauersberger.
Hans Otto war von 1990 bis zu seinem Tode erster Präsident der Gottfried-Silbermann-Gesellschaft in Freiberg.
1980 wurde er mit dem Kunstpreis der DDR ausgezeichnet.